# Kevin Kabran
Kevin Alexander Kabran (Stoccolma, 22 novembre 1993) è un calciatore svedese, attaccante dello FC Politehnica Iași.

## Carriera

### Club
Kabran è cresciuto nelle giovanili del Boo, prima di entrare a far parte di quelle del Vasalund. Ha esordito nella prima squadra del Vasalund, in Division 1, in data 16 aprile 2012: è stato schierato titolare nel pareggio per 1-1 arrivato sul campo del Västerås SK, partita in cui ha trovato la rete in favore del suo club.
A luglio 2014, Kabran è stato ceduto in prestito agli olandesi del Den Bosch, all'epoca militanti in Eerste Divisie. Ha debuttato in squadra il 10 agosto, nella sconfitta per 2-1 in casa dello Sparta Rotterdam. Al termine del prestito, Kabran ha fatto ritorno al Vasalund.
Il 31 gennaio 2017, Kabran ha firmato un contratto biennale con il Brommapojkarna. Il 1º aprile seguente ha quindi giocato la prima partita in Superettan, in occasione del pareggio per 0-0 in casa del Dalkurd. Il 18 aprile 2017 ha trovato il primo gol, attraverso cui ha sancito la vittoria per 0-1 in casa dell'IFK Värnamo.
Il 15 gennaio 2018, Kabran ha firmato un accordo triennale con i norvegesi dello Start. L'11 marzo successivo ha debuttato in Eliteserien, siglando anche una rete nella vittoria per 4-1 sul Tromsø. Al termine di quell'annata, lo Start è retrocesso in 1. divisjon.
Il 2 aprile 2019 ha fatto ritorno in Svezia, passando all'Elfsborg con la formula del prestito. Il 7 aprile ha esordito in Allsvenskan, subentrando a Samuel Holmén nella sconfitta per 3-0 contro l'IFK Göteborg.
Ad agosto 2019, Kabran è tornato allo Start. In quella porzione di stagione in squadra, ha contribuito alla promozione del club.
Il 22 gennaio 2021, Kabran è stato tesserato dal Viking, a cui si è legato per tre stagioni. Il 9 maggio 2021 ha giocato la prima partita in squadra, schierato titolare nel 3-1 sul Brann. Il 25 giugno seguente è arrivato il primo gol, nella vittoria per 1-2 in casa del Sarpsborg 08.
Il 23 marzo 2023, Kabran si è trasferito allo Stabæk, a cui si è legato con un accordo annuale.

## Statistiche

### Presenze e reti nei club
Statistiche aggiornate al 10 febbraio 2024.
| Stagione        | Club                | Campionato      | Campionato | Campionato | Coppe nazionali | Coppe nazionali | Coppe nazionali | Coppe continentali | Coppe continentali | Coppe continentali | Supercoppe | Supercoppe | Supercoppe | Totale | Totale |
| Stagione        | Club                | Comp            | Pres       | Reti       | Comp            | Pres            | Reti            | Comp               | Pres               | Reti               | Comp       | Pres       | Reti       | Pres   | Reti   |
| --------------- | ------------------- | --------------- | ---------- | ---------- | --------------- | --------------- | --------------- | ------------------ | ------------------ | ------------------ | ---------- | ---------- | ---------- | ------ | ------ |
| 2012            | Vasalund            | D1              | 25         | 6          | CS              | 0               | 0               | -                  | -                  | -                  | -          | -          | -          | 25     | 6      |
| 2013            | Vasalund            | D1              | 25         | 7          | CS              | 2               | 2               | -                  | -                  | -                  | -          | -          | -          | 27     | 9      |
| gen.-lug. 2014  | Vasalund            | D1              | 8          | 4          | CS              | 0               | 0               | -                  | -                  | -                  | -          | -          | -          | 8      | 4      |
| 2014-2015       | Den Bosch           | 1D              | 9          | 0          | CO              | 1               | 0               | -                  | -                  | -                  | -          | -          | -          | 10     | 0      |
| lug.-dic. 2015  | Vasalund            | D1              | 11         | 2          | CS              | 1               | 0               | -                  | -                  | -                  | -          | -          | -          | 12     | 2      |
| 2016            | Vasalund            | D1              | 26+2       | 10+1       | CS              | 1               | 0               | -                  | -                  | -                  | -          | -          | -          | 29     | 11     |
| Totale Vasalund | Totale Vasalund     | Totale Vasalund | 95+2       | 29+1       |                 | 4               | 2               |                    | -                  | -                  |            | -          | -          | 101    | 32     |
| 2017            | Brommapojkarna      | S               | 30         | 11         | CS              | 5               | 2               | -                  | -                  | -                  | -          | -          | -          | 35     | 13     |
| 2018            | Start               | ES              | 22         | 6          | CN              | 2               | 1               | -                  | -                  | -                  | -          | -          | -          | 24     | 7      |
| apr.-ago. 2019  | Elfsborg            | A               | 11         | 0          | CS              | -               | -               | -                  | -                  | -                  | -          | -          | -          | 11     | 0      |
| ago.-dic. 2019  | Start               | 1D              | 15+3       | 1+0        | CN              | -               | -               | -                  | -                  | -                  | -          | -          | -          | 18     | 1      |
| 2020            | Start               | ES              | 29         | 3          | -               | -               | -               | -                  | -                  | -                  | -          | -          | -          | 29     | 3      |
| Totale Start    | Totale Start        | Totale Start    | 66+3       | 10+0       |                 | 2               | 1               |                    | -                  | -                  |            | -          | -          | 71     | 11     |
| 2021            | Viking              | ES              | 28         | 3          | CN              | 3               | 1               | -                  | -                  | -                  | -          | -          | -          | 31     | 4      |
| 2022            | Viking              | ES              | 30         | 5          | CN              | 3               | 1               | -                  | -                  | -                  | -          | -          | -          | 33     | 6      |
| Totale Viking   | Totale Viking       | Totale Viking   | 58         | 8          |                 | 6               | 2               |                    | -                  | -                  |            | -          | -          | 64     | 10     |
| 2023            | Stabæk              | ES              | 20         | 3          | CN              | 0               | 0               | -                  | -                  | -                  | -          | -          | -          | 20     | 3      |
| feb.-giu. 2024  | FC Politehnica Iași | L1              | 1          | 0          | CR              | -               | -               | -                  | -                  | -                  | -          | -          | -          | 0      | 0      |
| Totale          | Totale              | Totale          | 234+2      | 23+0       |                 | 23              | 1               |                    | 1                  | 0                  |            | -          | -          | 260    | 24     |

## Palmarès

### Club

#### Competizioni nazionali
- Superettan: 1

Brommapojkarna: 2017